# تحليل جوهانسون
يوفر تحليل جوهانسون الذي طورته الناقدة السينمائية ماري آن جوهانسون طريقة لتقييم تمثيل النساء والفتيات في الخيال، يقيم التحليل وسائل الإعلام على أساس معايير تشمل التمثيل الأساسي للمرأة ووكالة المرأة والقوة والسلطة ونظرة الذكور وقضايا النوع الاجتماعي والجنس، جمعت دراسة جوهانسون لعام 2015 الممولة من حملة Kickstarter إحصائيات لكل فيلم تم إصداره في عام 2015 وجميع الأفلام المرشحة لجوائز الأوسكار في عام 2014 أو 2015، كما توصلت إلى استنتاجات حول ربحية الأفلام عندما يتم تمثيل المرأة بشكل جيد.

## منهجية التقييم
يوفر تحليل جوهانسون طريقة لتقييم تصوير النساء والفتيات في الأفلام، على الرغم من تطويره للشاشة إلا أنه يمكن تطبيقه أيضا على الكتب والوسائط الأخرى، يتألف من إضافة أو طرح نقاط بناء على فئات مختلفة من التمثيل. يقدم التحليل تحليلا أوسع نطاقا وعمقا مما توفره الطرق التي تعتمد على تقييم جانب أو جانبين فقط من جوانب تمثيل الإناث مثل اختبار بيتشدل
تم تطوير التحليل من قبل ماري ان جوهانسون المعروفة أيضا باسم FlickFilosopher وهي ناقدة سينمائية لمجموعة واسعة من المصادر سواء عبر الإنترنت أو المطبوعات. كانت جوهانسون صوتا نسويا مؤثرا في صناعة السينما وواحدة من نقاد السينما الذين تمت مقابلتهم من أجل المقال في Rogerebert.com "حالة النقد السينمائي النسوي - تقرير إخباري" الذي يستعرض حالة النقد السينمائي النسوي في عام 2019. أصبح موقع FlickFilosopher الخاص بها معروفا كموقع مراجعة رائد في النقد الأدبي النسوي ويعمل بشكل مستمر منذ عام 1997 وهو أحد أطول مواقع مراجعة الأفلام على الويب.
صنفت جوهانسون كل فيلم تم إصداره على نطاق واسع في أمريكا الشمالية لعام 2015 وكذلك كل فيلم تم ترشيحه لجوائز الأوسكار في عامي 2014 و 2015 مما أدى إلى إنتاج تحليل مفصل للإصدارات لتمثيلهم للفتيات والنساء، كما قامت بتجميع قائمة بالإصدارات الجديدة لهذا العام مرتبة حسب النتيجة التي حققوها في التحليل، تلقى المشروع التمويل من خلال حملة كيك ستارتر.
يلخص ما يلي المجالات التي تم النظر فيها في التحليل؛ حيث تنظر كل فئة أيضا فيما إذا كانت الشخصية شخصا ملونا أم لا وما إذا كان يمكن تصوير بطل الرواية كامرأة دون أن يكون له أي تأثير كبير على الفيلم، يمكن العثور على وصف كامل للفئات والأساس المنطقي وراءها في معايير تصنيف جوهانسون.

## التمثيل الأساسي
تقيس الاختبارات في هذا القسم تمثيل الإناث وفقا لما إذا كانت الشخصية الأنثوية المركزية سواء كانت فتاة أو امرأة متعلمة وتتخذ قرارات مصيرية وتحقق النمو نتيجة لتجاربها في القصة، [20] هل تتمحور القصة حول امرأة؟ هل هي رحلتها أم نموها؟ هل الشخصيات الأخرى تدور في الغالب حول دعم قصتها بدلاً من كيفية دعم قصص الشخصيات الذكورية؟ تأخذ الاختبارات أيضا في الاعتبار ما إذا كانت الشخصية الأنثوية الثانوية تنمو أو تتغير أو تتعلم كجزء من القصة أم لا وما إذا كانت المرأة موجودة فقط لدعم رحلة الشخصيات الذكورية أم لا وما إذا كانت النساء واحدة من عدة صور نمطية قياسية أم لا وما إذا كان من الضروري أن يستبعد الفيلم النساء من أنواع معينة من الأفلام أو الأدوار

## وكالة المرأة وقوتها وسلطتها
تأخذ الاختبارات في هذا القسم في الاعتبار ما إذا كانت المرأة في السرد تتحكم في حياتها الخاصة، هل تظهر شخصية أنثوية تؤثر خياراتها وأفعالها على خيارات وأفعال الشخصيات الأخرى؟ أم أنها مجرد بيدق في المؤامرة؟ وينظر التحليل فيما إذا كانت الشخصية الأنثوية تشغل منصبا ذا سلطة أم لا؛ بما في ذلك المجموعة الكاملة من الوظائف المتاحة للبشر ولا سيما تلك التي تعتبر ذكورية تقليديا، كما يسأل عما إذا كان الدور يصور سلطة المرأة في ضوء إيجابي أم أنه يعزز فكرة أن السلطة والقيادة غير مناسبة أو غير أنثوية للمرأة أو تضر بحياتها.

## نظرة الذكور
تأخذ الاختبارات في هذا القسم في الاعتبار ما إذا كانت النساء يعاملن كأشياء جنسية أكثر من كونهن أشخاصا، هل التركيز على المظهر الجسدي للمرأة أكثر من التركيز على شخصيتها وصفاتها الداخلية؟ على سبيل المثال؛ هل ترتدي الشخصية الأنثوية بطريقة أقل ملاءمة للموقف من نظرائها الذكور؟ مثل ارتداء بلوزة ضيقة وشورت عندما يرتدي الرجال سترات وقمصان طويلة الأكمام وأحذية، كما ينظر في ما إذا كان الفيلم يقدم شخصيات نسائية عارية أو عارية جزئيا بطريقة لا تتناسب مع الطريقة التي يتم بها تقديم الرجال وما إذا كان يتم تصوير النساء مع التركيز غير المبرر على خصائصهن الجنسية والدرجة التي يتم بها تصوير النساء جنسيا مقارنة بنظرائهن من الذكور.

## النوع والجنس
ينظر هذا القسم في ما إذا كانت المرأة تعرف بأكثر من جنسها أو علاقاتها بالرجال والأطفال أم لا، تبحث هذه الاختبارات أيضا في استخدام المجازات التي تصور الأنوثة على أنها مزحة أو بطريقة مهينة، على سبيل المثال؛ يعتبر الرجل الذي يرتدي زي امرأة بأنه يمتلك روح الدعابة بينما تعتبر المرأة التي ترتدي زي الرجل رائعة أو شيء ذي أهمية خاصة وينظر التحليل أيضا في كيفية تصوير علاقات المرأة مع الرجل والأطفال ومجازات الأمهات والزوجات الميتات أو الغائبات وما إذا كان الرجل يتحكم في الحياة الجنسية للمرأة أو يحاول السيطرة عليها.

## الإحصاءات
امتثلت جوهانسون للإحصاءات لعام 2015 حول كيفية تأثير بطلة الرواية على الفيلم، وشكلت الاستنتاجات التالية:
- 22% فقط من أفلام 2015 كان لها بطلات إناث
- من المرجح أن يقيم النقاد الفيلم بدرجة عالية إذا كان يمثل المرأة بشكل جيد
- لا يتم إيقاف رواد السينما الرئيسيين من خلال الأفلام ذات البطلات الإناث
- من المرجح أن تكون الأفلام التي تمثل المرأة بشكل جيد مربحة مثل الأفلام التي لا تمثلها ، وتكون أقل خطورة مثل مقترحات الأعمال [17]